# Liste von Kirchengebäuden in Brandenburg an der Havel
Die Liste von Kirchengebäuden in Brandenburg an der Havel gibt eine nicht vollständige Übersicht der in der Stadt Brandenburg an der Havel vorhandenen Kirchengebäuden mit ihrem Status, Adresse, Koordinaten sowie einer Außen- und (soweit vorhanden) Innenansicht (Stand August 2016).

## Liste
| Ort                     | Bezeichnung                     | Lage                                                                        | Glaubensrichtung                    | Bemerkungen | Außenansicht                                          | Innenansicht           | Denkmal-ID | Wikidata-Eintrag |
| ----------------------- | ------------------------------- | --------------------------------------------------------------------------- | ----------------------------------- | --- | ----------------------------------------------------- | ---------------------- | ---------- | ---------------- |
| Altstadt                | Christuskirche                  | Brandenburg an der Havel OT: Altstadt Thüringer Straße 9 (Lage)             | evangelisch                         | Datierung: 1928 / Entwurf: Otto Bartning | weitere Bilder                                        |                        | 09145539   | Q15794399        |
| Altstadt                | St. Gotthardt                   | Brandenburg an der Havel OT: Altstadt Gotthardtkirchplatz 15 (Lage)         | evangelisch                         | Datierung: um 1200 Umbau: 1456/1475 Umbau:1559 Umbau: 1736–1737 Umbau: 1767 Restaurierung: 1794–1795 Restaurierung: 1904–1906                                     | weitere Bilder                                        | weitere Innenansichten | 09145530   | Q1513292         |
| Altstadt                | St. Johannis                    | Brandenburg an der Havel OT: Altstadt Johanniskirchplatz (Lage)             | reformiert                          | Datierung: 1246/1255 Umbau: 1301/1350 Umbau: 1451/1500 Umbau: 1653 & 1679 Restaurierung: 1849/1850 Zerstörung: 1945 Sicherung: 1991–1992 Restaurierung: 2011–2013 | weitere Bilder                                        |                        | 09145531   | Q1149422         |
| Altstadt                | St. Nikolai                     | Brandenburg an der Havel OT: Altstadt Nikolaiplatz (Lage)                   | katholisch                          | Datierung: 1166/1173 & 1230 | weitere Bilder                                        |                        | 09145534   | Q1455753         |
| Dom-Insel               | Dom St. Peter und Paul          | Brandenburg an der Havel OT: Dom-Insel Burghof (Lage)                       | evangelisch                         | Datierung: 1165 Umbau: 1286/1315 & 1377/1389 & 1401/1500 & 1701/1800 Restaurierung: 1836 & 1848–1850 & 1868 & 1927 & 1938 & 1961–1965                             | weitere Bilder                                        | weitere Innenansichten | 09145180   | Q1236555         |
| Dom-Insel               | St. Petri                       | Brandenburg an der Havel OT: Dom-Insel Burgweg (Lage)                       | profaniert. Dient für Ausstellungen | Datierung: 1130/1140 Umbau: 1401/1415 Umbau: 1678–1680 | weitere Bilder                                        | Innenansichten         | 09145536   | Q2322822         |
| Gollwitz                | Dorfkirche                      | Brandenburg an der Havel OT: Gollwitz Schlossallee 103 (Lage)               | evangelisch                         | Datierung: 1401/1500 Umbau: 1750 (Bauherr: Friedrich von Görne)                                                                                                   | weitere Bilder                                        |                        | 09145630   |                  |
| Görden                  | Auferstehungskirche             | Brandenburg an der Havel OT: Görden Brahmsstraße 12a (Lage)                 | evangelisch                         | Datierung: 1955 | weitere Bilder                                        | weitere Innenansichten |            | Q17122321        |
| Görden                  | St. Elisabeth                   | Brandenburg an der Havel OT: Görden Mendelsohnstr.3 (Lage)                  | katholisch                          | Datierung: 1952 | weitere Bilder                                        | weitere Innenansichten |            | Q15848468        |
| Göttin                  | Dorfkirche                      | Brandenburg an der Havel OT: Göttin Göttiner Dorfstraße (Lage)              | evangelisch                         | Datierung: 1870 ca. / Entwurf: August Eiserbeck | weitere Bilder                                        |                        | 09145237   |                  |
| Kirchmöser              | Dorfkirche                      | Brandenburg an der Havel OT: Kirchmöser Gränertstraße 2 (Lage)              | evangelisch                         | Datierung: 1301/1400 Umbau: 1716 | weitere Bilder                                        |                        | 09145292   |                  |
| Kirchmöser              | Heilig-Geist-Kirche             | Brandenburg an der Havel OT: Kirchmöser Gränertstraße 27 (Lage)             | katholisch                          | Datierung: 1996 Grundsteinlegung, 1998 Kirchweihe, 2002 Glockenturm errichtet                                                                                     |                                                       |                        |            |                  |
| Kirchmöser              | Siedlungskirche Kirchmöser West | Brandenburg an der Havel OT: Kirchmöser Plauer Damm 5 (Lage)                | evangelisch                         | Datierung: 1928–1929 / Entwurf: Hugo Röttcher | weitere Bilder                                        |                        | 09145295   |                  |
| Klein Kreutz            | Dorfkirche                      | Brandenburg an der Havel OT: Klein Kreutz Klein Kreutzer Havelstraße (Lage) | evangelisch                         | Datierung: 1867 | weitere Bilder                                        | Innenansichten         | 09145021   | Q47008893        |
| Mahlenzien              | Dorfkirche                      | Brandenburg an der Havel OT: Mahlenzien Mahlenziener Dorfstraße (Lage)      | evangelisch                         | Datierung: 1251/1300 Umbau: 1729 | weitere Bilder                                        |                        | 09145723   |                  |
| Neuendorf (Brandenburg) | Dorfkirche                      | Brandenburg an der Havel OT: Neuendorf Am Anger 5a (Lage)                   | evangelisch                         | Datierung: 1751–1752 Umbau: 1937 | weitere Bilder                                        |                        | 09145726   | Q18621186        |
| Neustadt                | Dreifaltigkeitskirche           | Brandenburg an der Havel OT: Neustadt Neustädtische Heidestraße 24 (Lage)   | katholisch                          | Datierung: 1801/1815 | weitere Bilder                                        | weitere Innenansichten | 09145409   | Q15814674        |
| Neustadt                | Klosterkirche St.Pauli          | Brandenburg an der Havel OT: Neustadt Neustädtische Heidestraße 28 (Lage)   | profaniert                          | Datierung: 1311 Umbau: 1451/1500 Umbau: 1469 & 1560/1600 Sicherung: 1953–1958 Wiederaufbau als Museum: 2003–2008                                                  | weitere Bilder                                        |                        | 09145535   | Q1776110         |
| Neustadt                | Neuapostolische Kirche          | Brandenburg an der Havel OT: Neustadt Am Mühlengraben 30 (Lage)             | neuapostolisch                      | Datierung: 2011 | weitere Bilder                                        | weitere Bilder         |            | Q17124898        |
| Neustadt                | St. Jakob                       | Brandenburg an der Havel OT: Neustadt Wredowplatz (Lage)                    | profaniert                          | Datierung: 1320 Verrückung: 1892 | commons:Category:St. Jakob (Brandenburg an der Havel) | Innenansichten         | 09145015   | Q1299244         |
| Neustadt                | St.Katharinen                   | Brandenburg an der Havel OT: Neustadt Katharinenkirchplatz (Lage)           | evangelisch                         | Datierung: 1399/1400 Umbau: 1494 Umbau: 1585 / Ausführung:Giovanni Baptista de Sala Umbau:1768 Restaurierung: 1864–1865 Restaurierung: 1911–1912                  | weitere Bilder                                        | weitere Bilder         | 09145533   | Q1303552         |
| Neustadt                | Hofkirche am Jacobsgraben       | Brandenburg an der Havel OT: Neustadt Jahnstraße 1 (Lage)                   | baptistisch                         | Datierung: 1901 |                                                       |                        | 09145033   |                  |
| Plaue an der Havel      | Pfarrkirche                     | Brandenburg an der Havel OT: Plaue Kirchstraße (Lage)                       | evangelisch                         | Datierung: 1240/1250 Umbau: 1400 ca. Umbau: 1715 Umbau: 1832 | weitere Bilder                                        |                        | 09145464   |                  |
| Saaringen               | Dorfkirche                      | Brandenburg an der Havel OT: Saaringen Saaringer Dorfstraße 5 (Lage)        | evangelisch                         | Datierung: 1796 | weitere Bilder                                        | weitere Bilder         | 09145736   | Q47015215        |
| Schmerzke               | Dorfkirche                      | Brandenburg an der Havel OT: Schmerzke Altes Dorf 36 (Lage)                 | evangelisch                         | Datierung: 1401/1500 Umbau: 1714 Erweiterung: 1891 | weitere Bilder                                        |                        | 09145741   | Q101579252       |
| Wilhelmsdorf            | Schul- und Bethaus              | Brandenburg an der Havel OT: Wilhelmsdorf Wilhelmsdorf 8 (Lage)             | evangelisch                         | Datierung: 1908 | weitere Bilder                                        |                        | 09145611   | Q19308817        |
| Wilhelmshof             | St. Bernhard                    | Brandenburg an der Havel OT: Wilhelmshof Thüringer Straße 68 (Lage)         | katholisch                          | Datierung: 1934 / Entwurf: Karl Erbs | weitere Bilder                                        | weitere Innenansichten | 09145034   | Q15848448        |
| Wust                    | Dorfkirche                      | Brandenburg an der Havel OT: Wust Wuster Straße 45 (Lage)                   | evangelisch                         | Datierung: 1880–1883 | weitere Bilder                                        |                        | 09145631   |                  |